# Calamus divaricatus
Calamus divaricatus är en enhjärtbladig växtart som beskrevs av Odoardo Beccari. Calamus divaricatus ingår i släktet Calamus och familjen Arecaceae.

## Underarter
Arten delas in i följande underarter:
- C. d. contrarius
- C. d. divaricatus